# Мон-де-Марраст
Мон-де-Марра́ст (фр. Mont-de-Marrast) — коммуна во Франции, находится в регионе Юг — Пиренеи. Департамент — Жер. Входит в состав кантона Мьелан. Округ коммуны — Миранд.
Код INSEE коммуны — 32281.

## География

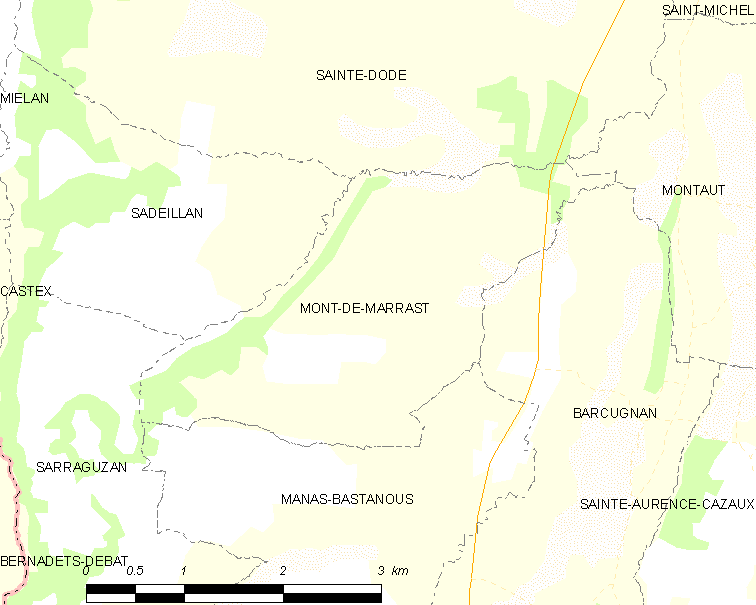
Карта коммуны

Коммуна расположена приблизительно в 630 км к югу от Парижа, в 95 км западнее Тулузы, в 35 км к юго-западу от Оша.

## Климат
Климат умеренно-океанический. Лето жаркое и немного дождливое, температура часто превышает 35 °С. Зимой часто бывает отрицательная температура и ночные заморозки. Годовое количество осадков — 700—900 мм.

## Население
Население коммуны на 2010 год составляло 107 человек.
| 1962 | 1968 | 1975 | 1982 | 1990 | 1999 | 2010 |
| ---- | ---- | ---- | ---- | ---- | ---- | ---- |
| 173  | 149  | 121  | 100  | 100  | 102  | 107  |

## Администрация
| Период | Период | Фамилия         | Партия | Примечания |
| ------ | ------ | --------------- | ------ | ---------- |
| 2001   | 2020   | Жан-Клод Лабори |        |            |

## Экономика
В 2010 году среди 59 человек трудоспособного возраста (15-64 лет) 38 были экономически активными, 21 — неактивными (показатель активности — 64,4 %, в 1999 году было 62,7 %). Из 38 активных жителей работали 35 человек (20 мужчин и 15 женщин), безработных было 3 (2 мужчин и 1 женщина). Среди 21 неактивных 1 человек был учеником или студентом, 13 — пенсионерами, 7 были неактивными по другим причинам.

## Достопримечательности
- Церковь Св. Иакова (XIX век)